# Gottfried Locher (pasteur)
Pour les articles homonymes, voir Gottfried Locher et Locher.
Gottfried Wilhelm Locher, né le 30 octobre 1966 à Berne, est un théologien et pasteur suisse, ancien président de l'Église évangélique réformée de Suisse. Il démissionne en 2020 à la suite d'accusations pour abus sexuel, psychologique et spirituel par une collaboratrice.

## Biographie
Gottfried Locher, né le 30 octobre 1966 à Berne, est diplômé du King’s College de Londres, où il a obtenu un doctorat en théologie et titulaire d’un Master of Business Administration de la London Business School,.
Il est marié à Barbara Locher, le couple a trois enfants,.
Jusqu'en 2010, il est directeur de l’Institut d’études œcuméniques de l’Université de Fribourg. En 2011, il est élu président de la Fédération des Églises protestantes de la Suisse, qui devient en 2020 l'Église évangélique réformée de Suisse (EERS). Il est président du Conseil suisse des religions de 2015 à 2018. Il assure aussi la présidence de la Communion d’Églises protestantes en Europe depuis 2016.
En juin 2018, il est réélu à la tête de la Fédération des Églises protestantes de la Suisse pour un troisième mandat de 2019 à 2022. Il obtient 43 voix contre 24 pour sa concurrente la pasteure Rita Famos, directrice du service d’accompagnement spirituel spécialisé de l’Église zurichoise.
En 2019, Gottfried Locher se déclare, à titre personnel, favorable au mariage entre personnes de même sexe : « Si l'État s'ouvre au mariage homosexuel, je ne vois pas pourquoi on ne devrait pas le suivre. ».

### Abus sexuels
Il démissionne de son poste de président de l'EERS le 27 mai 2020, à la suite d'une plainte pour abus sexuel, psychologique et spirituel d'une collaboratrice et d'une lettre ouverte de douze théologiens mettant en cause son comportement,. Par ailleurs, de 2017 à 2019, Gottfried Locher a eu une relation extraconjugale avec la théologienne et pasteure bâloise Sabine Brändlin, responsable de la prévention des abus au sein du Conseil de l'EERS,,,.
Une enquête interne à l'EERS conclue à la culpabilité de Gottfried Locher et considère que l'EERS porte une part de responsabilité. La nouvelle présidente de l'EERS, Rita Famos, estime que « la plainte ait été traitée de manière consciencieuse » et souhaite que la victime soit indemnisée,. En 2022, l'Église évangélique réformée de Suisse décide d'indemniser la plaignante à hauteur de 50 000 francs.
En juin 2022, Gottfried Locher quitte l'Église évangélique réformée. Au moment de son retrait, aucune enquête pénale sur les allégations de la plaignante n'était ouverte.